# Гелен Бікхам

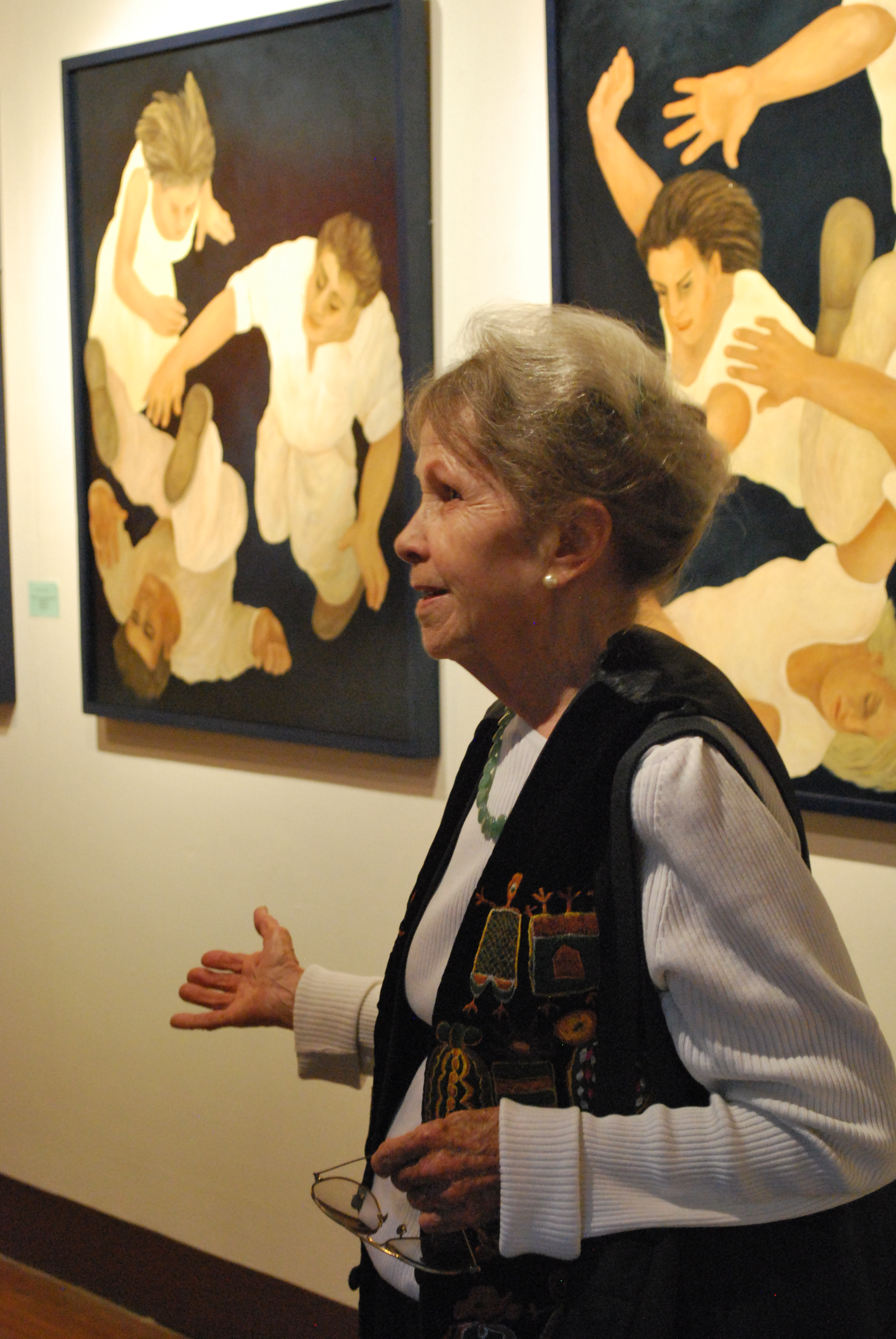
Хелен Бікхем на відкритті у Валье-де-Браво, Мексика

Гелен Бікхем (англ. Helen Bickham) — мексиканська художниця з Євразії, батько — американець. Вона почала професійно малювати у зрілому віці. Вона народилася в Харбіні, переїхавши до США під час Другої світової війни . Протягом деякого часу вона жила в Європі, але в 1962 році після відвідин Мексики вона оселилася в там. Вона почала малювати у віці шести років. Гелен малювала непрофесійно до 1975 року, саме тоді вона вважає, що почала свою кар'єру. Вона мала сімдесят індивідуальних виставок, брала участь у понад 300 колективних і є членом Salón de la Plástica Mexicana з 1997 року. Її робота є фігуративною, як правило, одна або декілька фігур на одному чи кількох пейзажах, і описується як інтроспективна, з метою передачі почуття чи настрою, а не людини чи предмета.

## Біографія
Гелен Бікхем народилася 9 червня 1935 року в Харбіні, Маньчжурія під час японської окупації . Мати, Надія Івановна Рачоак, походила з українсько-азійської родини, а її дід по материнській лінії працював на Транссибірській залізниці . Батько був американським офіцером ВМС США, який загинув під час Другої світової війни, коли Бікхем було всього лише вісім років. Перед його смертю мати разом з нею виїхали з Китаю до США, прибувши безпосередньо перед нападом на Перл-Харбор
Бікхем росла у різних частинах Сполучених Штатів Америки. Їй та її матері було важко адаптуватися до життя в США. Мати не розмовляла англійською, а тому була вимушена працювала на чорній роботі такій як шиття та прибирання, спілкувалась з іншими європейсько-азійськими біженцями, які знали російську мову . У дитинстві вона багато була вдома сама, проводячи більшу частину часу за читанням і малюванням, оскільки її мати багато працювала.
Вона пригадує, що в дитинстві інші діти часто просили її намалювати для них щось, наприклад, «маму» чи «лікаря». Якщо вони не казали, що саме малювати, то вона малювала фігурки без одягу, але через це одна з матерів учнів назвала її «дегенератом». Мати не заохочувала її мистецтво; однак вона отримувала певну підтримку для свого мистецтва в школі. Коли вона навчалася в початковій школі у Вірджинії, її часто звільняли з уроків, щоб намалювати фрески в холі, як правило, на такі теми, як День подяки, зроблені на м'ясному папері.

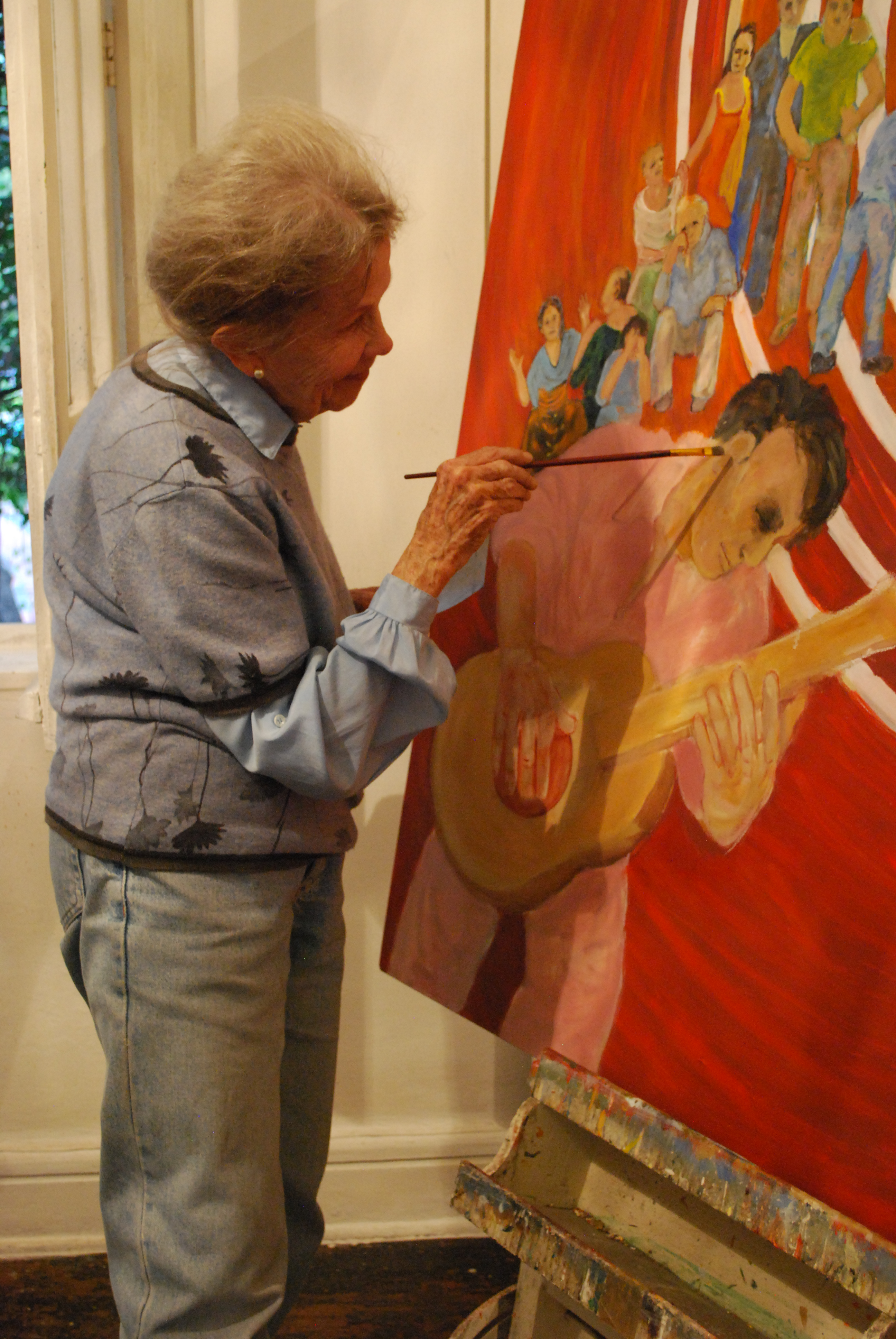
Бікхем працює над твором у своїй студії

У дитинстві вона була допитливою дитиною, яку часто не задовольняли відповіді, які давала її сім'я та релігія. Ні її мати, ні вітчим не вважали, що університет це місце для дівчат, але їй вдалося вступити в Каліфорнійський університет у Берклі та отримати стипендію. В універститеті жінка брала заняття просто тому, що комусь вони були найскладніші, оскільки університетська система дозволяє студентам розробляти власні спеціальності.. Вона не спеціалізувалась на мистецтві, але відвідувала курси мистецтва. У цьому класі було завдання створити акварель, і бажання Бікхем отримати зображення як слід змусило професора прокоментувати, що вона художниця. Вона також повинна була відвідати музей у Сан-Франциско, завдання, яке вона почала неохоче. Однак після того, як вона побачила свою першу справжню картину Едуарда Мане, замість репродукції вона стояла, заціпеніла, і щаслива повернулася додому, щоб показати своєму професору квитанцію. Вона вийшла заміж наприкінці п'ятдесятих і народила свого першого сина Джеффрі незадовго до від'їзду сім'ї до Європи.
Під час проживання у Флоренції, Італія, вона мала можливість побачити багато відомих творів мистецтва в їх оригіналі Жінка проводячи більшу частину свого часу в Європі в музеях Італії, Франції, Німеччини, Нідерландів та Бельгії. Вона повернулася до США, де народився її другий син Бретт. Бікхем жила за межами Індіанаполіса, малювала преважно пейзажі та натюрморти. У цей час вона зустріла художника Білла Мейджорса. Він побачив роботи Бікхем. Йому здалося, що вона малює їх олією, і тому купив їй набір олійних фарб. У 1962 році вона поїхала до Мексики на 6 тижнів у відпустку. За час її відсутності, один із її друзів в Індіані взяв її три картини, щоб ті брали участь у мистецькому конкурсі. Ці три картини були обрані для змагання як частина групи з 600 із 6000, і всі троє отримали нагороди.
В Мексику, за її словами, вона миттєво закохалася і вирішила залишитися там назавжди, бажаючи надати своїм синам досвід культури цієї країни. За винятком перебування в Сполучених Штатах та Європі, вона називає Мексику своєю домівкою. Коли вона вирішила жити в Мексиці, вона була матір'ю-одиначкою з хворою дитиною, яка потребувала повного догляду. Вона не була привілейованою іноземкою, а тому доводилося працювативикладачкою англійської мови. Спочатку вона жила в маленькому містечку Сан-Лоренцо-Акопілько, розташованому на захід від Мехіко. Жити було важко, оскільки місцевість була бідною, але їй потрібен був спокій і тиша, які місто забезпечувало. Потім вона переїхала до Мехіко через медичну допомогу, яку потребував один із її синів. Вона була вчителькою англійської мови в таких школах, як Гарсайд і Національний політехнічний інститут у Сакатенко. Протягом цих років вона ніколи не припиняла малювати, але її фокус бувзмінений з пейзажів на людей, оскільки вона була вражена ними.
Більшу частину свого життя вона не думала стати професійною художницею. Це радше було для неї гобі та пристрастю, спосіб зображення її внутрішніх переживань. У період з 1962 по 1975 рік вона була викладачкою англійської мови, а також виховала дітей. Однак через обмежений бюджет вона ходила на відкриття виставок виключно у вільний час. Там вона зустрічала багатьох художників, які бачили її стільки разів, що почали запрошувати її до себе додому. Вона кинула викладати англійську мову в Instituto Politécnico Nacional, коли попросила дозволу відвезти своїх дітей до Європи на рік, але вони їй відмовили. В Англії вона представляла Мексику, подарувавши останню від відомого куратора Фернандо Гамбоа аташе з питань культури мексиканського посольства там. Потім її офіційно запросили виставлятися в країні як мексиканського художника. Вона продовжувала успішно виставлятися, а після повернення до Мексики стала художником на повний робочий день.
Сьогодні Бікхем живе у Мехіко в районі Колонія Рома. Її квартира має великі вікна, які виходять на Пласа-де-лас-Сібелес і які забезпечують квартиру природним освітленням. Її картини вкривають більшість стін квартири, за винятком спальні. Жінка малює щоранку, одразу, як прокидається. Творчий процес проходить біля вікна у квартирі, або ж на даху будинку, часто з філіжанкою кави в руках. Фізично вона має тендітний вигляд, проте це не заважає їй часто пересувається Мехіко на велосипеді. Вона каже, що у неї дві великі любові — це люди та природа. Люди та місця, які її вразили, залишаються у її пам'яті завжди. Вона об'їздила багато країн світу і вірить, що існують універсальні емоції, які саме роблять з нас людей. А також вірить, що багатоетнічний, мультикультурний світ, де люди живуть у мирі, можливий.

## Кар'єра

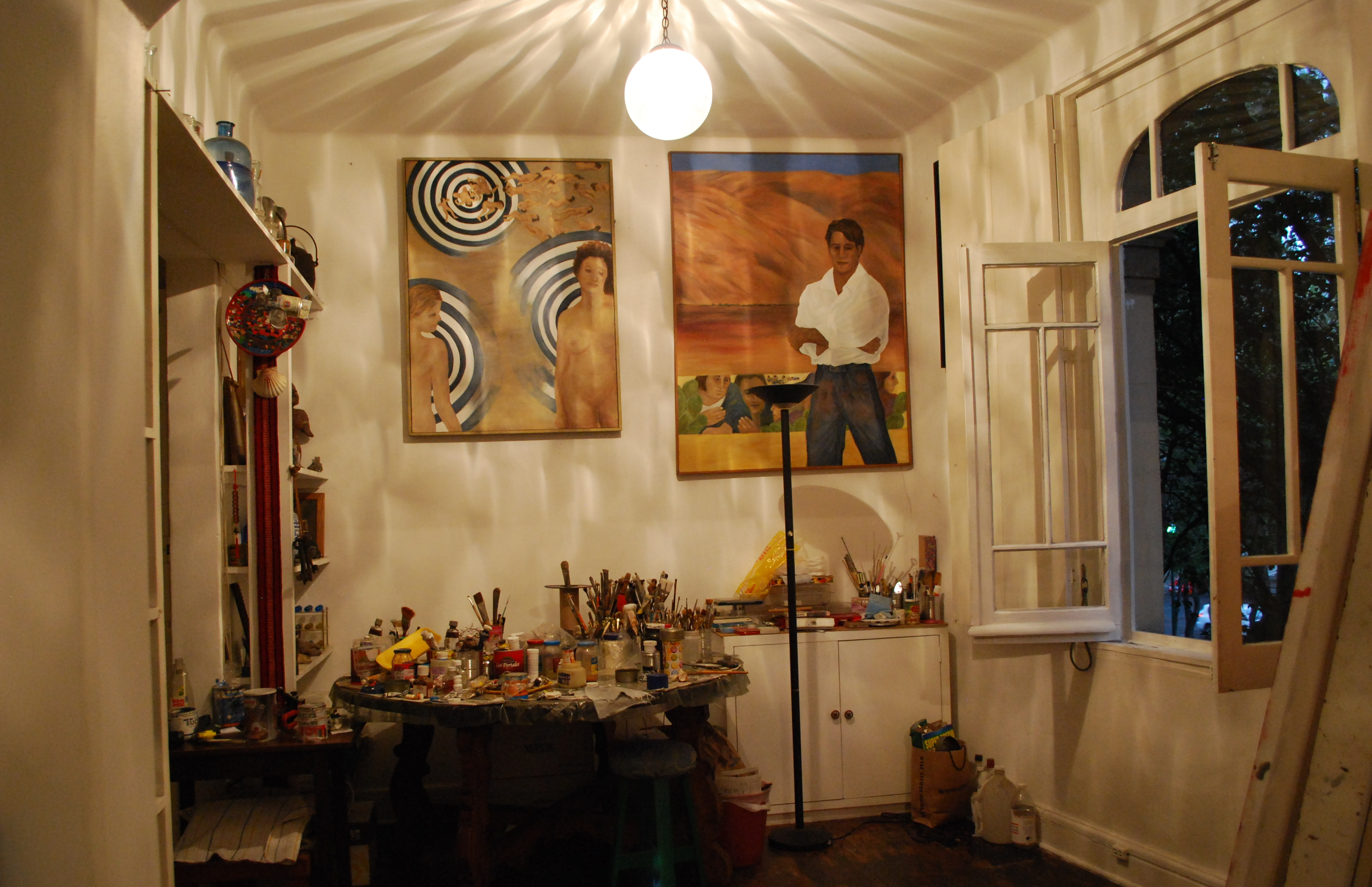
Вид на студію/квартиру в Colonia Roma

Перша виставка художниці відбулася в 1963 році. Проте вона вважала початком своєї кар'єри 1975 рік. Саме в цьому році вона почала малювати на повний робочий день. Відтоді вона мала сімдесят індивідуальних виставок і брала участь у понад 300 колективних у мексиканських містах, таких як Мехіко, Монтеррей, Акапулько та Пуерто-Вальярта, а також у Сполучених Штатах, Англії, Шотландії, Швейцарії, Аргентині та Канаді.
Деякі з її більш помітних виставок включали виставки в Асоціації мистецтв штату Індіана (1963), Galería May Brooks у Мехіко (1965), Foreign Friends в Акапулько (1970), Thomoas V. Robinson Galleries у Х'юстоні, Техас (1978).) Pacific Design Center в Лос-Анджелесі (1980), Hotel Ritz-Carlton, Бостон (1982), Howard Coron Collection в Нью-Йорку (1985), Zum Blauen Gallery в Вінтертурі, Швейцарія (1989) і Galería de Arte Misrachi в Мехіко (1995), Universidad Autónoma Metropolitana Casa de la Primera Impresora в Мехіко (1996), Museo de la Ciudad de Querétaro в Керетаро (2003), Museo Ex Convento del Carmen в Гвадалахарі (2006), Galería Hecaro в Мехіко (2007) та Форум у Халапі (2010).
Деякі з її більш помітних робіт включають En el Jardin del Desierto, En su Mente, Hacia el Abismo, Llegando al Fin del Día, Cuatro Puntos і серію під назвою Cacería en el Norte .
У 1960-х роках її включили до книги Техаського університету про сучасне мексиканське мистецтво. У 1997 році вона була прийнята в члени Salón de la Plástica Mexicana і зараз є членом правління.

## Мистецтво

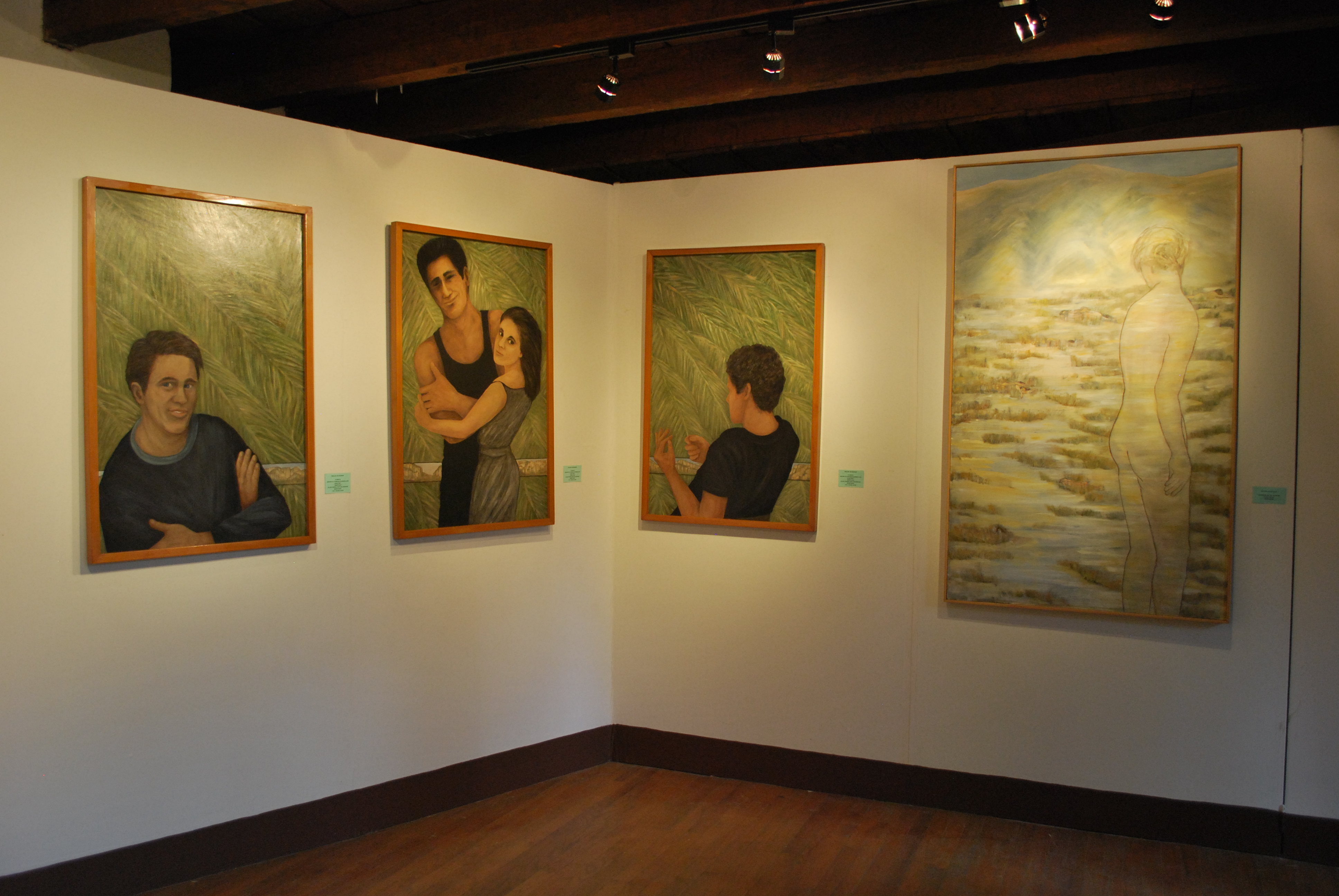
Картини на виставці Valle de Bravo у 2012 році

Бікхем працювала у багатьох техніками, включаючи акварель, олію, олівець, туш, літографію, гравюру та паперове тиснення . Вона віддає перевагу середньому та великому формату на полотні, ДВП та музейній дошці . Вона також експериментувала зі змішаною технікою, як-от малюнки поверх прасування та комбінування живопису та малюнка з тисненням, як-от у Palomas, де голуби вибиті на папері, відлітаючи від рук згорбленої жінки, яка намальована найбільш точно. . Вона починає, стирає та переміщує зображення по полотну, доки її не влаштовує. Вона вважала всі свої роботи незавершеними, доки вони були в її розпорядженні, і з цієї причини не датувала свою роботу.
Її робота завжди була більше зосереджена на звичайних людях, ґрунтуючись на тих, кого вона бачить у повсякденному житті, оскільки вони, як правило, менш стримані щодо своїх емоцій. Її робота є образною, але її фігури не мають фотографічних деталей, віддаючи перевагу фіксації почуттів, а не предмета. Її ранні роботи в Мексиці часто зображували характерні образи з Мексики, як правило, бідних, наприклад, вуличних музикантів, жінок, які схиляються над роботою, чоловіків, які збирають сміття, людей на традиційних мексиканських ринках, таких як Ла-Мерсед, носильників, фермерів тощо. Фігури в її пізніших роботах є більш загальними західними, не мексиканськими, проте пейзажі за ними часто залишаються мексиканськими. Її роботи порівнювали з роботами Дієго Рівери, Рафаеля Коронеля та Мерізол Вернер Баз .
У центрі її роботи не зображення людини чи пейзажу, а скоріше інтроспективи. Люди в її роботах — це анонімні композиції, які з'являються на передньому плані, а інші елементи, як правило, один або два пейзажі, на задньому плані. Люди у творі можуть бути одним чоловіком чи жінкою, парою чи невеликою групою людей, які працюють, граються або просто існують у природному оточенні. У налаштуваннях немає нічого незвичайного, але часто є щось у виразі обличчя чи позі тіла, що вказує на певну напругу. Вона заявляє, що її мета — висловити внутрішні емоції людей під час спільної діяльності. Вона описала свою роботу як «вікно в одну мить». Одним із прикладів цього є En el Jardin del Desierto («У саду пустелі»), де чоловік і жінка стоять поруч один з одним, але розділені великими колючими листками рослини магауї, нездатні пов'язати . Часто, як на цій картині суб'єкти робіт дивляться на глядачів, ніби починаючи діалог. Її твір є оповідним, хоча історія може бути незрозумілою. Зазвичай вони стосуються стосунків, ізоляції, самоаналізу та адаптації . Вона стверджує, що мета багатьох картин полягає в тому, щоб показати фізичний або духовний перехід, щоб представити особистий розвиток.
Її натхнення приходить від спостереження за людьми, коли вона може бути вражена поглядом чи рухом людини, яка, на її думку, має універсальну привабливість. Це натхнення вона знайшла в різних частинах Мексики, а також у Шотландії та Нью-Йорку. Її картини відображають її філософські ідеї з її життєвого досвіду, такого як подорожі, особисті зустрічі тощо Вона малює вирази, які можна зрозуміти універсально, без культурних прив'язок. «Людські емоції долають усі межі світу». сказав Бікхем. «Мене цікавить стан людини. Усім нам так важко».
Оскільки стосунки між людьми змінюються, вона експериментує з диптихами та навіть триптихами, малюючи фрагменти так, щоб їх можна було переставляти та все одно збігатися, але в інший спосіб.
Вона написала кілька творів у відповідь на світові події, такі як Боснійська війна, повстання в Чьяпасі та вбивства молодих жінок у Сьюдад-Хуаресі, але не вірить у те, щоб говорити людям, як інтерпретувати її роботу. Вона ніколи не малює насильство чи ненависть, тому що не вважає їх фундаментальними для людської природи, а скоріше відхилення.